# Lieutenant-gouverneur de Géorgie

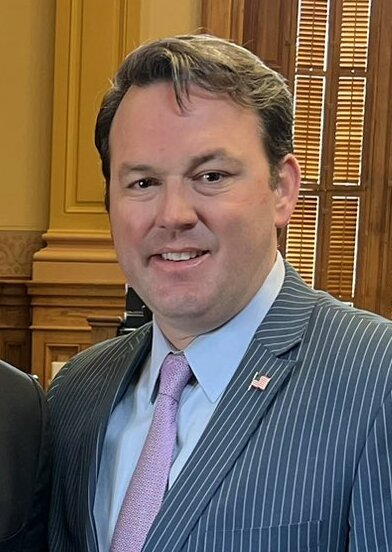
Burt Jones, 13ème Lieutenant-gouverneur de Georgie

Le lieutenant-gouverneur de Géorgie, numéro deux de l'exécutif de l'État américain de Géorgie, est désigné séparément du gouverneur de Géorgie. Il est élu pour quatre ans et le nombre de mandat n'est pas limité. Constitutionnellement, le rôle premier du lieutenant-gouverneur est de servir de président du Sénat. En cas d'incapacité du gouverneur, le lieutenant-gouverneur assume les pouvoirs (mais pas le titre) du gouverneur. Si le gouverneur décède ou quitte son poste, le lieutenant-gouverneur devient gouverneur pour le reste du mandat.
Le poste de lieutenant-gouverneur a été créé par une révision constitutionnelle de l'État en 1945. Avant cette époque, la Géorgie n'en avait pas. Élu en 1946 (pour un mandat commençant en 1947), le premier lieutenant-gouverneur de la Géorgie fut Melvin Thompson. Il a été notoirement impliqué dans la controverse des trois gouverneurs.

## Liste des lieutenants-gouverneurs de Géorgie
| Nom                | Parti politique | Durée du mandat                    |
| ------------------ | --------------- | ---------------------------------- |
| Melvin E. Thompson | Démocrate       | 14 janvier 1947 – 17 novembre 1948 |
| Marvin Griffin     | Démocrate       | 17 novembre 1948 – 11 janvier 1955 |
| S. Ernest Vandiver | Démocrate       | 11 janvier 1955 – 13 janvier 1959  |
| Garland T. Byrd    | Démocrate       | 13 janvier 1959 – 15 janvier 1963  |
| Peter Zack Geer    | Démocrate       | 15 janvier 1963 – 11 janvier 1967  |
| George T. Smith    | Démocrate       | 11 janvier 1967 – 12 janvier 1971  |
| Lester Maddox      | Démocrate       | 12 janvier 1971 – 14 janvier 1975  |
| Zell Miller        | Démocrate       | 14 janvier 1975 – 13 janvier 1991  |
| Pierre Howard      | Démocrate       | 13 janvier 1991 – 11 janvier 1999  |
| Mark Taylor        | Démocrate       | 11 janvier 1999 – 8 janvier 2007   |
| Casey Cagle        | Républicain     | 8 janvier 2007 – 14 janvier 2019   |
| Geoff Duncan       | Républicain     | 14 janvier 2019 - 9 janvier 2023   |
| Burt Jones         | Républicain     | depuis le 9 janvier 2019           |